# Clan na Gael
Der Clan na Gael (auch Clan-na-Gael, CnG, vereinfachte Schreibweise für irisch Clann na nGaedheal, in heutiger irischer Schreibweise Clann na nGael; deutsch: Abkömmlinge der Gälen) war eine 1867 in den USA gegründete Untergrundorganisation, die den Kampf der irischen Republikaner für die Unabhängigkeit und Wiedervereinigung Irlands unterstützte. 

## Vorgeschichte
Nachdem James Stephens 1858 in Dublin die Irish Republican Brotherhood (IRB) gegründet hatte, folgte 1859 in New York City die Gründung ihrer amerikanischen Schwesterorganisation, der Fenian Brotherhood. Die Fenians beschafften Geld und Waffen für den Kampf in Irland und führten 1866 eine Reihe von Anschlägen auf die britischen Kolonien in Kanada durch. Im Zuge dessen wurde der damalige Präsident der Fenian Brotherhood, William R. Roberts, verhaftet. Nach einem 1867 missglückten Aufstand der Irish Republican Brotherhood in Irland, wurde der amtierende Leiter der Fenians, Oberst T. J. Kelly, ebenfalls verhaftet.

## Gründung und Aufstieg des Clan na Gael

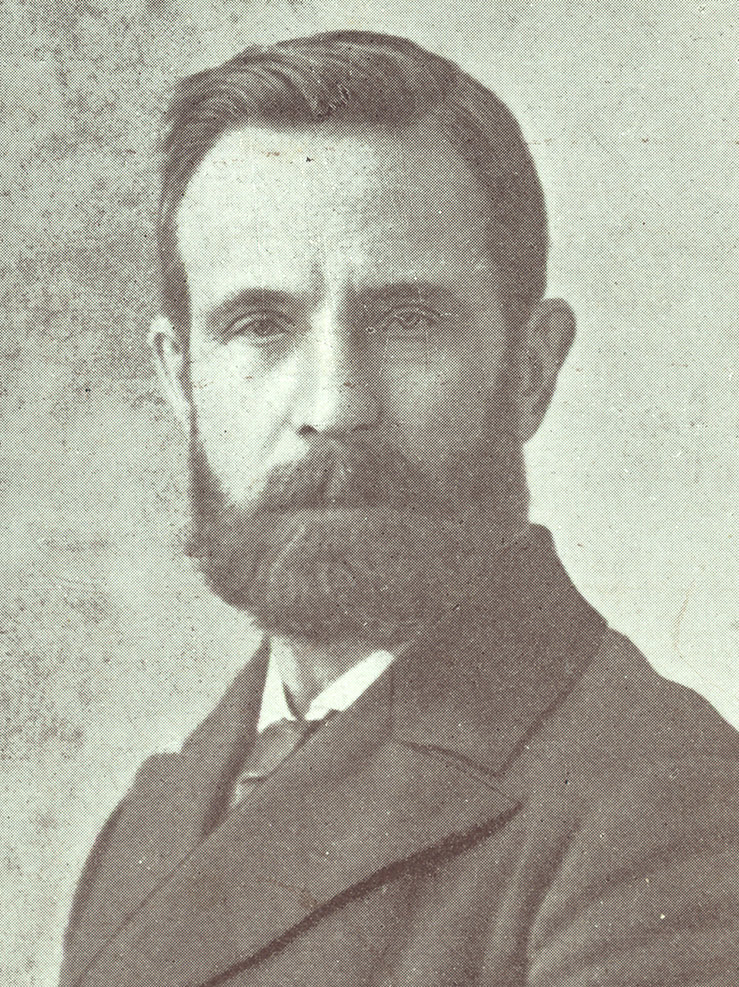
John Devoy in den 1870er-Jahren

Nach dem Scheitern der Fenian Brotherhood, die zwar noch bis 1886 bestand, aber mehr und mehr an Bedeutung verlor, gründete sich 1867 der Clan na Gael. John Devoy trat dem Clan 1873 bei, zu der Zeit, als dieser gemeinsam mit Jeremiah O’Donovan Rossa von den USA aus die Irish Republican Brotherhood neuorganisierte. Unter der Führung Devoys wurde der Clan die führende irisch-amerikanische Organisation im Hinblick auf die nationalistischen Bestrebungen. Eine der spektakulärsten Aktionen gelang dem Clan 1876, als in einer gewagten Rettungsaktion sechs Fenians aus einem Straflager in Fremantle, Australien, mit Hilfe des Walfängers Catalpa befreit wurden.
Devoy verstärkte das Bündnis mit der Irish Republican Brotherhood. Der Clan steuerte in den Jahren 1879 bis 1881 erhebliche finanzielle Mittel zur Irish Land League bei und unterstützte die Partei von Charles Stewart Parnell, die Irish Parliamentary Party, obwohl Parnells politisches Ziel, die Home Rule, vom Clan als unzureichende Regelung und nur als erster Schritt zu einer vollständigen Unabhängigkeit Irlands angesehen wurde. Parnell bekam dazu klare Vorgaben, unter welchen Bedingungen der Clan ihn unterstützen würde.

## Osteraufstand und Erster Weltkrieg
1903 gründete Devoy die Zeitung The Gaelic American, für die eine Zeitlang Tom Clarke als Redakteur arbeitete. Der Clan unterstützte zu dieser Zeit etliche nationalistische Projekte in Irland, wie die Gaelic Athletic Association, die Gaelic League, Arthur Griffiths Wochenzeitung The United Irishman und nicht zuletzt die Irish Volunteers. Die Irish Volunteers, als mögliche Armee für einen Aufstand, wurden mit Spendengeldern und Waffenlieferungen unterstützt. Man geht davon aus, dass für den Osteraufstand zwischen 1913 und 1916 rund 100.000 US-Dollar zusammengetragen wurden.
Darüber hinaus arbeitete der Clan daran, eine anti-britische Stimmung zu erzeugen, um im Ersten Weltkrieg einen Kriegseintritt der USA an der Seite Großbritanniens zu verhindern. Im Schatten John Devoys, der zum Zeitpunkt des Osteraufstands inzwischen 74 Jahre alt war, ebnete sich im Clan langsam ein neuer Anführer seinen Weg: Joseph McGarrity. Seit 1893 Mitglied, war er im 1912 in den Hauptvorstand gewählt worden. Er war es, der 1914 Kontakt mit dem deutschen Botschafter in den USA, Johann Heinrich von Bernstorff, aufnahm, um über eine deutsche Unterstützung für Irland zu verhandeln. Nach der Niederschlagung des Osteraufstands 1916, leitete er in Philadelphia und New York die Proteste gegen die Hinrichtungen der Anführer.

## Irischer Unabhängigkeitskrieg

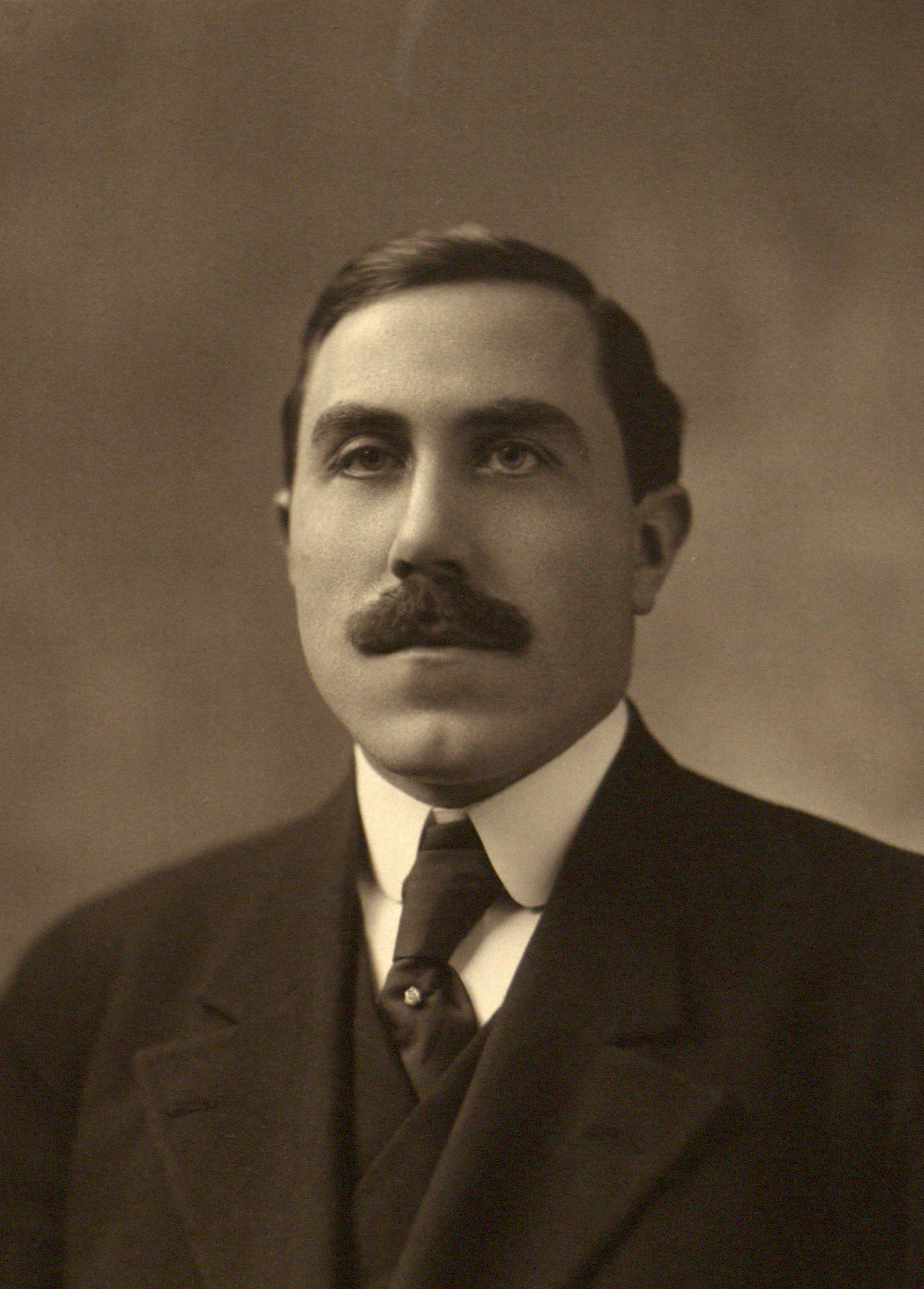
Joseph McGarrity

Nachdem die USA 1917 in den Krieg eingetreten waren, wurden die führenden irisch-amerikanischen Zeitungen wegen aufrührerischer Tendenzen unterdrückt. Daher gründete McGarrity die Zeitung Irish Press, mit der er in den nächsten Jahren irisch-nationalistische Themen weiterhin öffentlich machte. Seit dem Besuch Éamon de Valeras 1919 in den USA, verband die beiden Männer eine enge Freundschaft, die auch für die Organisation des Clan na Gael bedeutsam wurde, denn innerhalb der irisch-amerikanischen Bewegung zeichnete sich eine Spaltung ab. Deutlich wurde das an der Ablehnung Devoys und anderer Mitglieder, Anleihen in den USA zu verkaufen, um dem Dáil Éireann in Dublin Einnahmen zu verschaffen. McGarrity schuf daraufhin ein rechtssicheres Modell, bei dem Anleihezertifikate verkauft wurden, die später gegen Gold-Anleihen eingetauscht werden konnten, die auf die Dáil-Regierung gezogen wurden. Bei dieser Kampagne wurden schließlich Zertifikate im Wert von 5 Millionen US-Dollar verkauft.
Während des irischen Unabhängigkeitskriegs stand McGarrity ebenfalls auf der Seite de Valeras, als die Unstimmigkeiten innerhalb des Clans größer wurden, was in der Vertreibung John Devoys aus der Organisation mündete. De Valera setzte McGarrity als Treuhänder für die Anleihegelder des Dáil in New York ein. McGarrity wiederum organisierte 1921 eine Lieferung von 495 Tommy Guns nach Irland, die zuvor vom US-Zoll in Hoboken (New Jersey) beschlagnahmt worden waren.

## Irischer Bürgerkrieg
Nach dem Waffenstillstand im Juli 1921, drängte McGarrity die Verhandlungsführer des Dáil, die Anerkennung einer vereinigten, unabhängigen Irischen Republik zu fordern. Als im Dezember 1921 die ersten Nachrichten zum Anglo-Irischen Vertrag die Runde machten, feierte die Irish Press das Ergebnis als Triumph für die Republik. Als jedoch Details des Vertrags bekannt wurden und deutlich wurde, dass de Valera ihn ablehnen würde, brachte McGarrity bei einer Irland-Reise de Valera und Michael Collins an einen Tisch. Die Irish Republican Brotherhood bestätigte ihn als Führer des reorganisierten Clan na Gael.
Als der irische Bürgerkrieg begann, bekannte sich der Clan zur Seite der Vertragsgegner und unterstützte die Irish Republican Army (IRA) mit Geld und Waffen. Als de Valera und Frank Aiken die Waffenniederlegung angeordnet hatten, sammelte der Clan 200.000 US-Dollar an Spenden, um die Republikaner bei den anstehenden Wahlen in Irland zu unterstützen. Diese hatten jedoch im Nachklang des Bürgerkriegs gegen die Parteien, die den Irischen Freistaat stützten, keine Chance mehr.

## Vom Freistaat zur Republik
Die Gründung der Fianna Fáil 1926 durch Éamon de Valera und dessen Entscheidung, dem Dáil Éireann beizutreten, sowie den Eid auf den englischen König abzulegen, führte zu einem weiteren Konflikt. Als Vorsitzender des Clan na Gael erklärte Joseph McGarrity, dass eine Teilnahme am Dáil des Freistaats ein „Akt des Verrats“ sei. Der Clan unterstützte weiterhin die IRA und die Mitglieder des Second Dáil, also jenes letzten Parlaments, das vor dem Abschluss des Anglo-Irischen Vertrags gewählt worden war und das für die Republikaner noch immer die legitime Vertretung Irlands darstellte. McGarrity war davon überzeugt, dass eine vereinigte Republik nur durch die Anwendung physischer Gewalt erreicht werden könne.
Mit dem Verbot der IRA 1936 wandte sich McGarrity von de Valera ab. Bei einem Aufenthalt des IRA-Vertreters Seán Russell, der mit Unterstützung von Clan-Geldern zwei Jahre später IRA-Stabschef werden sollte, kam man überein, dass der bewaffnete Kampf gegen Großbritannien notwendig war. So kam es 1939 zu einer Serie von Bombenanschlägen in englischen Großstädten. Kontakte der IRA nach Deutschland, um von dort Unterstützung zu bekommen, wurden in erster Linie vom Clan geknüpft.
Nach dem Tod McGarritys 1940 wurde es lange still um den Clan na Gael, der Kontakt zur IRA bestand jedoch weiterhin. So war Seán Cronin, der 1956 die Border Campaign der IRA leitete und 1957 ihr Stabschef wurde, aktives Mitglied des Clans.

## Nordirlandkonflikt und letzte Aufspaltung
Die Organisation wuchs noch einmal in den 1970er-Jahren, als sich 1969 mit Beginn des Nordirlandkonflikts die Provisional IRA gegründet hatte und der Clan im NORAID, dem Irish Northern Aid Committee, seit dessen Gründung 1970 eine Schlüsselrolle spielte. 
Mit der weiteren Entwicklung der Lage in Nordirland, gab es auch im Clan na Gael immer wieder Kurswechsel und Abspaltungen. So wurde 1987 die Politik des „Abstentionismus“, eine der früheren republikanischen Kernfragen, ob man sich am Parteiensystem in Nordirland und der Republik Irland beteiligen dürfe, aufgegeben. Die letzte Spaltung des Clan na Gael und damit das Ende des ursprünglichen Clans, erfolgte nach dem Karfreitagsabkommen 1998 und der Erklärung der IRA zum Ende des bewaffneten Kampfes 2005. Über die entstandenen Nachfolgeorganisationen, Provisional Clan na Gael und Republican Clan na Gael ist wenig bekannt.